# Apseudes triangulatus
Apseudes triangulatus är en kräftdjursart som beskrevs av Richardson 1903. Apseudes triangulatus ingår i släktet Apseudes och familjen Apseudidae. Inga underarter finns listade i Catalogue of Life.